# Isoetes echtuckeri
Isoetes echtuckeri är en kärlväxtart som beskrevs av D.F.Brunt. och D.M.Britton. Isoetes echtuckeri ingår i släktet braxengräs, och familjen Isoetaceae. Inga underarter finns listade i Catalogue of Life.